# Bardon Mill
Bardon Mill est une paroisse civile et un village du Northumberland, en Angleterre.